# La Ermita, Ahuazotepec
La Ermita är en ort i Mexiko.   Den ligger i kommunen Ahuazotepec och delstaten Puebla, i den sydöstra delen av landet, 120 km nordost om huvudstaden Mexico City. La Ermita ligger 2 240 meter över havet och antalet invånare är 257.
Terrängen runt La Ermita är huvudsakligen kuperad, men norrut är den platt. La Ermita ligger nere i en dal. Runt La Ermita är det ganska tätbefolkat, med 54 invånare per kvadratkilometer. Närmaste större samhälle är Huauchinango, 18,5 km nordost om La Ermita. I omgivningarna runt La Ermita växer huvudsakligen savannskog.